# Beach-volley aux Jeux africains
Les compétitions de beach-volley font partie du programme des Jeux africains depuis 2011.

## Éditions
| Édition | Ville       | Pays                |
| ------- | ----------- | ------------------- |
| 2011    | Maputo      | Mozambique          |
| 2015    | Brazzaville | République du Congo |
| 2019    | Rabat       | Maroc               |
| 2023    | Accra       | Ghana               |

## Médailles par pays
à jour après les Jeux de 2023
| Rang  | Nation         | Or | Argent | Bronze | Total |
| ----- | -------------- | -- | ------ | ------ | ----- |
| 1     | Égypte         | 2  | 0      | 0      | 2     |
| 2     | Afrique du Sud | 1  | 3      | 1      | 5     |
| 3     | Angola         | 1  | 1      | 0      | 2     |
| 3     | Maroc          | 1  | 1      | 0      | 2     |
| 5     | Gambie         | 1  | 0      | 0      | 1     |
| 5     | Maurice        | 1  | 0      | 0      | 1     |
| 5     | Nigeria        | 1  | 0      | 1      | 2     |
| 8     | Mozambique     | 0  | 2      | 1      | 3     |
| 9     | Kenya          | 0  | 1      | 1      | 2     |
| 10    | Rwanda         | 0  | 0      | 2      | 2     |
| 11    | Botswana       | 0  | 0      | 1      | 1     |
| 11    | Ghana          | 0  | 0      | 1      | 1     |
| Total | Total          | 8  | 8      | 8      | 24    |